# Жабраилов, Алихан Лукманович
Алихан Лукманович Жабраилов (род. 14 апреля 1994, Махачкала) — российский борец вольного стиля, чемпион Европы 2021 года, призёр чемпионата мира 2019 года, чемпион и призёр чемпионатов России, обладатель Кубка мира, чемпион мира среди молодёжи, мастер спорта России международного класса.

## Карьера
Чеченец. В 2017 году стал победителем чемпионата мира среди молодёжи в категории до 86 кг. На пути к победе в 1/8 финал победил с явным преимуществом иранского борца Алиреза Каримимачиани. Две последующие схватки также были выиграны с явным преимуществом 10-0: в четвертьфинале Юрий Калашников из Израиля, а в полуфинале — Роман Читадзе из Беларуси. В финале со счётом 8-7 был побеждён казахстанский атлет Азамат Даулетбеков.
На предолимпийском чемпионате планеты в Казахстане в 2019 году Алихан завоевал бронзовую медаль в весовой категории до 92 кг.
В апреле 2021 года, на чемпионате Европы, который состоялся в столице Польши Варшаве, российский спортсмен в весовой категории до 97 кг одолел борца из Турции Сулеймана Карадениза и впервые в карьере стал чемпионом Европы.
В апреле 2024 года на Европейском квалификационном турнире в Баку ему удалось завоевать лицензию на летние Олимпийские игры 2024 в весовой категории до 97 кг.
Любимый приём — мельница.

## Спортивные результаты
- Чемпионат мира по борьбе среди спортсменов до 23 лет 2017 — ;
- Мемориал Али Алиева 2018 — ;
- Мемориал Александра Медведя 2018 — ;
- Турнир «Аланы» 2018 года — ;
- Чемпионат России по вольной борьбе 2018 — ;
- Чемпионат России по вольной борьбе 2019 — ;
- Мемориал Али Алиева 2019 — ;
- Турнир «Кубок Ахмата Кадырова» 2019 — ;
- Чемпионат России по вольной борьбе 2020 — ;
- Чемпионат России по вольной борьбе 2021 — ;
- Чемпионат Европы по борьбе 2021 — ;
- Чемпионат России по вольной борьбе 2023 — ;

## Семья
- Жабраилов, Лукман Зайнайдиевич (1962) — отец, тренер, чемпион и призёр чемпионатов СССР, призёр чемпионата Европы, чемпион мира, обладатель Кубка мира, мастер спорта СССР международного класса[4].
- Жабраилов, Шамхан Лукманович (1998) — младший брат, борец вольного стиля, выступает за сборную команду Молдавии[4].
- Жабраилов, Эльмади Зайнайдиевич (1965) — дядя, советский и казахский борец, серебряный призёр Олимпийских игр, чемпион мира и Европы.